# اچ‌ای‌تی-پی-۴
اچ‌ای‌تی-پی-۴ یک ستاره است که در صورت فلکی گاوران قرار دارد.